# ادوارد فرانکلند

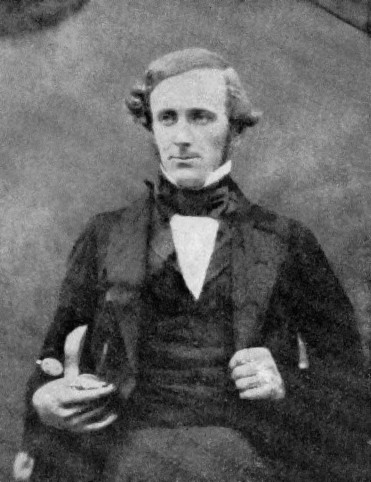
ادوارد فرانکلند

سر ادوارد فرانکلند (به انگلیسی: Edward Frankland) ، FRS (زادهٔ ۱۸ ژانویه ۱۸۲۵ - ۹ اوت ۱۸۹۹) یکی از بهترین شیمی دانان زمان خود بود. او در زمینهٔ کیفیت آب و تجزیه تحلیل آن زبردست بود. او در زمینهٔ زیست شیمی، باکتری‌ها، شیمی آلی فلزی و ساخت مواد تازهٔ شیمیایی کار می‌کرد. همچنین فرانکلند به همراه نورمن لاکیر یکی از کسانی است که هلیوم را شناسایی کرد.

## زندگی
ادوارد فرانکلند در لنکستر انگلستان به دنیا آمد. او پس از پیوستن به مدرسهٔ سلطنتی زبان لنکستر، شش سال را به شاگردی در یک داروسازی در شهر گذراند. او در ۱۸۴۵ به عنوان دستیار در آزمایشگاه شیمی سازمان زمین‌شناسی بریتانیا، در لندن پذیرفته شد. در آن دوره، لاین پلیفر مسئول آزمایشگاه بود، پلیفر دانش آموختهٔ آلمان بود. در تابستان ۱۸۴۷ فرانکلند به آلمان رفت و برخی از دوستان شیمیدان پلیفر در آلمان، از جمله روبرت بونزن دیدار داشت. فرانکلند در اوت ۱۸۴۷ به عنوان دانشجوی کارشناسی ارشد در مدرسهٔ همپشایر پذیرفته شد اما پس از چندی در همان تابستان ترجیح داد به آلمان سفر کند و به عنوان یک دانشجوی تمام وقت در دانشگاه ماربورگ به تحصیل پردازد. حضور روبرت بونزن مهم‌ترین عامل علاقهٔ فرانکلند به تحصیل در این دانشگاه بود. فرانکلند پس از پایان آموزشش در آلمان به انگلستان بازگشت تا جایگاه پیشین پلیفر را که پیشتر رفته بود، بگیرد. وی پس از یک سال در دانشگاه تازه تأسیس منچستر مشغول به کار شد. فرانکلند در ۱۸۵۳ در انجمن سلطنتی پذیرفته شد، در ۱۸۵۷ نشان سلطنتی انجمن را دریافت کرد و در ۱۸۹۴ نشان کاپلی را از آن خود کرد. در ۱۸۹۷ به عنوان شوالیه پذیرفته شد.
فرانکلند در سال ۱۸۹۹ هنگامی که در تعطیلات در نروژ بود از دنیا رفت. او را در نزدیکی خانه‌اش به خاک سپردند. پسر او، پرسی فرانکلند هم از شیمیدانان برجسته بود و توانسته بود که به عضویت انجمن سلطنتی درآمد.

## کار علمی

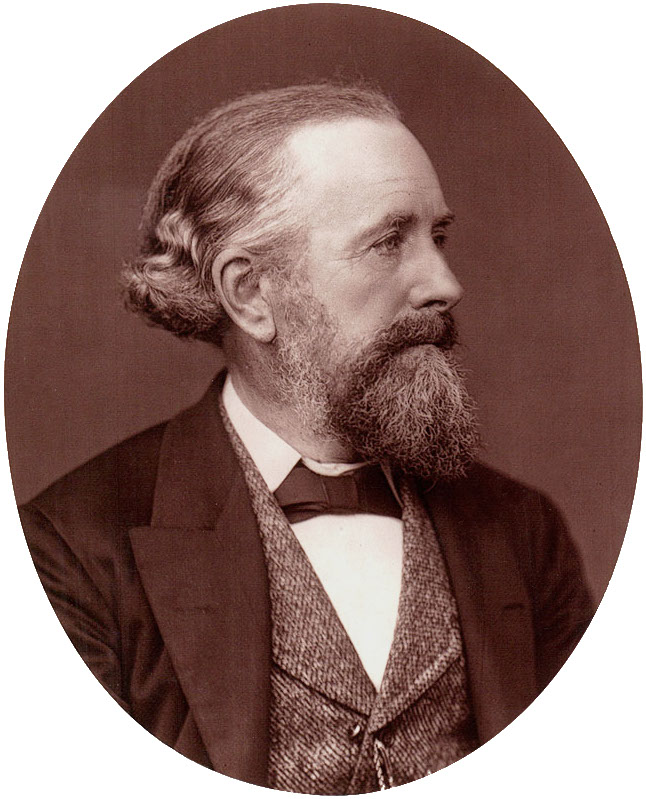
نگاره‌ای از ادوارد فرانکلند

فرانکلند از آغاز به حل مسائل پژوهشی شیمی مانند جداسازی برخی رادیکال‌های آلی، علاقه نشان می‌داد. او پس از چندی به ساخت مواد شیمیایی تازه روی آورد و هنگامی که تنها ۲۵ سال داشت در میانهٔ یک پژوهش که به پیشنهاد روبرت بونزن و هرمان کلبه بر روی کاکودیل انجام می‌داد به دست آوردهای مهمی در زمینهٔ ترکیب‌های شیمی آلی فلزی رسید. او هنگامی که به انگلستان بازگشت توانست دی‌اتیل‌روی و دی‌متیل‌روی را از واکنش میان اتیل یدید و متیل یدید با روی بسازد.
فرانکلند یکی کسانی است که توانست هلیوم را شناسایی کند. همچنین پژوهش‌های او علاوه بر شیمی در زمینهٔ زیست‌شناسی و باکتری‌ها هم ادامه داشت.